# كول مرز سفلي (مقاطعة دلفان)
كول مرز سفلي (بالفارسية: کول مرز سفلی) هي قرية تقع في Nurabad Rural District في إيران. يقدر عدد سكانها بـ 52 نسمة .